# Half of me
「half of me」（ハーフ オブ ミー）は、平井堅の楽曲である。2018年11月28日にアリオラジャパンから45枚目のシングルとして発売された。

## 解説
前作『知らないんでしょ?』から約半年ぶりとなるシングル。ボーナスDVD付き初回生産限定盤と3曲入り通常盤の2形態でリリースされた。
表題曲「half of me」は、フジテレビ木曜劇場『黄昏流星群〜人生折り返し、恋をした〜』主題歌。平井がドラマ主題歌を手がけるのは17回目。フジテレビのドラマでは、2008年の『ハチミツとクローバー』主題歌「キャンバス」以来、約10年ぶりだった。
元々2009年にリリースされたコンセプト・カバーアルバム『Ken's Bar II』に「Intermission」として収録されていたインストゥルメンタル曲に歌詞をつけた楽曲。同年7月7日から始まったコンセプト・ライブ『Ken's Bar 2009』で初披露され、その後2015年までライブ『Ken's Bar』でのみ歌われてきたラブバラードである。同ライブのテーマ曲でもある11thシングル「even if」の続編となっており、その歌詞に登場する男女の10年後の未来のストーリーを描いた楽曲となっている。平井は「生きると言う事は空白の半分を、欠損の半分を探す旅なのかもしれない。そんな思いを書きました」と語っている。 なお、ドラマのストーリーに合わせて、元の歌詞から書き替えが行われた。
初回生産限定盤のボーナスDVDに収録された「half of me」のミュージック・ビデオは、大切なものを失い、その失ったものを探し求めるながら生きることを歌った楽曲の世界観とリンクするように、リップシーンのほとんどで画面半分が壁や扉など空白を形成する映像となっている。サビでは平井本人の主観に切り替わり、部屋の中は雑多でものが溢れているが、そこに大切なものは何一つないという、心の空白を描いた映像となっている。
通常盤の2曲目に収録されている「HOLIC」はJ-WAVEの開局30周年アニバーサリー・ソング。新しい試みとしてラッパーのchelmicoを起用し、平井堅のボーカルとchelmicoのラップが融合されたポップなダンス・ミュージックとなっている。またプロデュースは平井堅からのオファーで覆面アーティストのAmPmが担当している。3曲目に収録されている「even if（everlasting ver.）」は、「even if」を長岡亮介がリアレンジした楽曲となっている。

## 収録曲
初回生産限定盤
| #  | タイトル                      | 作詞   | 作曲   | 編曲     |
| -- | ----------------------------- | ------ | ------ | -------- |
| 1. | 「half of me」(Piano: 塩谷哲) | 平井堅 | 平井堅 | 亀田誠治 |
| 2. | 「half of me」(less vocal)    | 平井堅 | 平井堅 | 亀田誠治 |

| #  | タイトル                           | 作詞 | 作曲・編曲 |
| -- | ---------------------------------- | ---- | ---------- |
| 1. | 「half of me MUSIC VIDEO」         |      |            |
| 2. | 「half of me MUSIC VIDEO」(making) |      |            |

通常盤
| #  | タイトル                                          | 作詞                        | 作曲             | 編曲       |
| -- | ------------------------------------------------- | --------------------------- | ---------------- | ---------- |
| 1. | 「half of me」(Piano: 塩谷哲)                     | 平井堅                      | 平井堅           | 亀田誠治   |
| 2. | 「HOLIC」                                         | 平井堅 (ラップ詞: chelmico) | AmPm, Chocoholic | Chocoholic |
| 3. | 「even if（everlasting ver.）」(Guitar: 長岡亮介) | 平井堅                      | 平井堅           | 長岡亮介   |